# 자폐
자폐(自閉; autism)는 공감 능력 결여, 의사 소통의 어려움과 제한적이고 반복적인 행동을 특징으로 하는 발달 장애의 일종이다. 최근에는 자폐장애의 진단기준 가운데 온전히 만족하지 않는 자폐 스펙트럼 장애(autism spectrum disorder, ASD)의 구분에 대한 논의가 이어지고 있다. 자폐증(自閉症), 자폐장애(自閉障碍), 자폐특성(自閉特性)이라고도 한다.
대부분의 자폐는 2~3세의 아동기부터 발견되며 성장기 동안 전반적 발달에 문제를 보인다. 자폐의 빈도는 대략 1,000명에 1~2명 꼴인 것으로 조사되었고, 자폐 스펙트럼 장애(ASD)는 약 1% 내외의 아동에게 진단된다. 발생 원인은 명확히 밝혀져 있지 않으나, 유전적·환경적 요소가 복합적으로 작용하는 것으로 추정된다.

## 역사
자폐의 영어 단어인 "autism"이라는 단어는 그리스어로 "자신"을 뜻하는 "αυτος (autos)"에서 유래된 말로, 오이겐 블로일러(Eugen Bleuler)라는 정신과 의사가 1912년에 《미국 정신 이상 잡지》에 게재한 글에 처음 쓰였다.
정신의학에 있어서 자폐를 처음으로 명확히 분류한 사람은 존스 홉킨스 의과대학의 리오 카너(Leo Kanner)로 여겨지며, 종종 자폐장애를 그의 이름을 딴 카너 증후군(영어: Kanner's Syndrome)으로 부르는 경우도 있다. 그는 1943년에 발표한 논문에서 두드러진 공통적 행동을 가진 11명의 유아 환자들을 기술했고, 이들의 증상을 '조기 영아 자폐'라고 이름 붙였다. 비슷한 시기에, 한스 아스퍼거라는 오스트리아 과학자가 다른 방식으로 분류된 자폐를 발견하였고, 이 증상은 현재 아스퍼거 증후군으로 알려져 있다. 하지만 당시 아스퍼거의 업적은 제2차 세계 대전으로 인하여 널리 알려지지 못했고 그의 논문은 50년 가까이 지나서야 영어로 번역되었다. 현재 이 두 증후군은 정신장애 진단 및 통계 편람(DSM-IV-TR)에서 다섯 가지의 전반적 발달장애 중 두 가지로 분류한다. 2013년 기준으로 미국정신의학회에서 발표한 정신장애 분류 체계(DSM-5)에 의하면 자폐상은 신경발달장애의 일종인 자폐 스펙트럼의 일종으로 통합되었고, ICD-11에서도 통합이 예정되어 있으나 학계에서는 앞으로도 자폐성 장애와 아스퍼거 증후군이 분리되어 사용할 것으로 전망한다.

## 자폐 스펙트럼 장애
공식적으로 자폐는 DSM 등에서 제시한 기준에 부합한 경우에만 진단되며, 이외에 증상이 약하거나 일부만 나타나 진단기준을 충족하지 못하는 경우까지 통틀어 자폐 스펙트럼(Autism spectrum)이라고 한다. 한편 자폐 권리 운동을 중심으로 이를 문제를 일으키는 장애보다는 신경다양성의 관점에서 바라보는 시도가 이루어지기도 한다.
자폐 스펙트럼군은 레오 카너가 정의한 카너 증후군(Kanner's Syndrome), 한스 아스퍼거가 논의한 아스퍼거 증후군(Asperger's Syndrome), 그리고 심각한 퇴행을 특징으로 하는 아동기 붕괴성 장애 등으로 분류된다. 고기능 자폐스펙트럼(High Functioning Autism)은 현대에 흔히 아스퍼거 증후군의 일종으로 분류된다.

## 증상
자폐의 진단 기준은 폭넓은 분류를 포함하므로 환자 개개인의 자폐 행동에는 큰 차이가 있으며, 의사들은 어떠한 증상에 대해 서로 다른 결론을 내릴 때가 많다. 자폐의 증상은 대부분 아동기부터 두드러지게 드러난다.

### 공감 능력
흔히들 자폐 증상 중 하나로 공감 능력의 결여를 꼽는다. 그러나 정확히는 다른 사람의 감정을 똑같이 느끼는 정서적 공감 기능은 정상이지만, 상황에 따른 감정의 의미를 파악하고, 상대의 의사를 듣고 그에 따른 적절한 행동을 보이는 인지적 공감의 기능이 결여되어 있다. 공감은 사회적 상호작용에 영향을 주고, 특히 인지적 공감은 삶의 핵심적인 기능이므로 인지적 공감이 결여된 자폐 장애인들은 사회성에 장애가 일어난다. 자기 감정에는 솔직할 수 있으나 남의 감정은 이해하지 못한다.

### 사회적 성장
성장하는 아기들은 일반적으로 사람들을 응시하거나 목소리를 주목하거나 손가락을 움켜쥐거나 웃음을 보이는 등의 사회적 활동을 보인다. 하지만 자폐 증상이 있는 아기는 얼굴을 마주 보는 것을 싫어하고, 인간 사회의 상호 작용을 이해하는 것에 굉장한 어려움을 겪는 것으로 보인다. 태어난 지 몇 달이 지나지 않아도 자폐를 가진 아기는 보통의 아기에 비하여 눈을 마주보는 것이나 상호작용하는 것을 거부하며 이것은 다른 사람에게의 무관심으로 비칠 수 있다. 자폐 증상이 있는 아이는 다른 친구들과 떨어져 혼자 있는 것을 선호하는 경향이 강하다. 또한, 그들은 다른 사람들에게서 평온을 얻지 못하고, 부모의 감정 표현에 거의 반응하지 않는다. 연구 결과에 따르면 그들은 부모에 애정이 없는 것이 아니지만 그들 자신의 감정을 나타내는 것을 어려워하는 것으로 추측된다. 그들은 남들과 소통하기 어려워하기도 한다.

### 의사 소통
일반적인 아기들이 첫 생일 즈음에 단어들을 말하고, 자신의 이름을 부르면 반응하고 장난감을 원하면 손가락으로 가리키는 등의 행동을 하는 반면, 자폐 증상이 있는 아기는 의사 소통 발달에서 다른 길을 선택한다. 몇몇은 읽고 쓸 수 있는 능력이 늦어질 수 있다. 하지만 이러한 것은 자폐를 가진 사람이 지능이 낮다는 뜻은 아니다. 적절한 수단을 제공해 준다면 이들은 매우 활발하게 이야기할 것이다. 많은 인터넷 대화방이나 게시판 등이 이러한 역할을 제공하기도 한다.

### 대상 관계
자폐를 가진 사람은 사람과 정상적으로 접촉을 하지 않는다. 그들은 최초의 공생적 애착을 할 수 없는 것처럼 보인다. 자폐 아동은 심각한 기질적 자아 결함 혹은 왜곡으로 인해 대상과의 접촉을 이룰 수 있도록 환경을 지각하고 조직화하고 상호작용하는 것이 불가능할 수 있다. 하나의 임상적인 실재로서 자폐 당사자는 환자가 대상이 없는 세계에서 살고 있는 것처럼 보인다는 점에서 인간발달의 자폐적 단계와 병렬적인 유사성이 있다. 여기에는 정서적인 의미가 있는 자기-대상관계가 없다. 몇몇 자폐 당사자는 사람과 관계하는 법을 배울 수 있다. 하지만 많은 경우 이들은 의사소통 수단으로서 그들의 인지적 기술과 비인격적 사물을 사용해서만 관계를 한다.

### 반복적 행동
반복적 행동은 자폐의 특징 중 하나인데, 사람에 따라 정도나 양상이 다양하게 드러날 수 있다. 손이나 머리를 흔드는 등의 상동증을 비롯하여, 정해진 행동을 함으로써 불안을 해소하려 하는 강박증, 물건의 위치를 바꾸기 싫어하는 등 항상성에 관한 집착, 매일 정해진 옷만을 입거나 부자연스럽게 인사하는 등 의례에 관한 집착, 그리고 일부 환자에게서 나타나는 머리를 심하게 흔들거나 자기 신체를 깨무는 등의 자해적 행동이 반복적 행동의 분류에 포함된다.

## 역학
2000년대 기준 자폐의 빈도는 약 0.1~0.2%로 기타 자폐 스펙트럼 장애에 비해 5배 정도 드물다. 자폐인의 비율은 남성이 여성보다 4.3배가량 많은 것으로 조사되며, 그 이유에 대해 다양한 이론이 있으나 정설은 없다.
자폐의 발생 빈도는 부모의 높은 연령과 유의미한 연관관계를 보인다. 또한 상당수의 자폐에서는 가족력 또는 유전자 변이가 확인되며, 임신기 약물 복용도 문제를 일으킬 수 있는 것으로 조사된다. 한편 사회경제적 배경은 자폐의 발생 빈도와 큰 연관이 없는 것으로 보여 자폐장애가 대체로 선천적인 발달장애라는 근거의 하나가 되고 있다.
미국에서는 1980년대 이후 현재까지 자폐 진단 비율이 크게 증가하였는데, 이에 대해 사회적 인식의 변화와 자폐 진단기준의 변경으로 진단 대상이 확장된 것이라는 주장도 있다.

## 원인
어떤 유전적, 인지적, 신경적 원인이 자폐의 3가지 주요 증상을 동시에 일으키리라는 견해가 지배적이었으나, 세 가지 증상이 서로 다른 기작으로 발생하는 복합적 장애라는 가설이 점차 신뢰를 얻고 있다.

(1) 결실, (2) 중복, (3) 역위는 대표적인 염색체 이상으로, 자폐와 관련이 있는 것으로 알려져있다.

유전체의 이상이 자폐를 일으킨다는 것은 명백하나, 세부적인 부분은 매우 복잡해 아직 단일 돌연변이가 원인인 것인지 아니면 여러 유전 변이가 서로 상호작용하여 나타나는 것인지 아직 파악하지 못하고 있다. 염기서열을 바꾸지 않은 채로 유전자 발현에만 영향을 주는 후성유전학적 요소나 환경적 요인들로 인해 자폐의 원인을 찾는 일은 난항을 겪고 있다. 그러나 환자와 부모의 게놈 분석을 통해 문제가 되는 유전자 몇 가지가 발견되었. 쌍둥이를 대상으로 한 연구에서 자폐의 유전률은 70%, 자폐 스펙트럼의 유전률은 90%로 나왔다. 이는 일반 사람들과 비교할 때 25배 더 높은 것이다.

## 같이 보기
- 세계 자폐인의 날 - 매년 4월 2일로, 자폐와 관련된 국제 기념일이다.
- 신경다양성
- 자폐권 운동

## 관련 자격증
- 발달 행정 보조사
- 보조기기 사후관리사 (휠마스터 자격증)